# جوستين روزنشتاين
جوستين مايكل روزنشتاين (مواليد 13 ماي 1983) (بالإنجليزية: Justin Michael Rosenstein)‏ هو مبرمج ورجل ريادة أعمال أمريكي. أسّس رُفقة داستن موسكوفيتز شركة أسانا (Asana) سنة 2008.
هو الذي ابتكر ميزة «الإعجاب» في عام 2007. لكنّه اعتبر أنّ البرامج الاجتماعية وأنظمة الإعجاب فيها أشبه بالهيروين، فهي تعطي ضجيجا مشرقا من المتع الزائفة (Bright Dings of Pseudo pleasure).

## مسيرته
نشأ روزنشتاين في منطقة خليج سان فرانسيسكو ودرس في أوكلاند (كاليفورنيا). التحق بجامعة ستانفورد، وتخرج بدرجة البكالوريوس في العلوم في الرياضيات في سن العشرين. كطالب جامعي، عمل عضوا في برنامج زمالة مايفيلد.
تخرج روزنشتاين من برنامج الدراسات العليا في علوم الحاسوب في جامعة ستانفورد في عام 2004 لينضم إلى جوجل كمدير للمنتج. في جوجل، قاد روزنشتاين مشاريع في قسم الاتصالات والتعاون. تضمنت مشاريعه في البداية جوجل بيج كريتور، مقدمة لمواقع جوجل، ومشروعًا يطلق عليه اسم Platypus، والذي أصبح في النهاية جوجل درايف. كما اخترع وكتب النموذج الأولي الأصلي لدردشة جي ميل.
في مايو 2007، غادر روزنشتاين جوجل ليُصبح رائدا هندسيا في الفيسبوك، وعمل رُفقة مارك زوكربيرج وداستن موسكوفيتز.
في أكتوبر 2008، غادر روزنشتاين فيسبوك للمشاركة في تأسيس شركة البرمجيات التعاونية أسانا مع موسكوفيتز.